# Lessebo
Lessebo er hovedby i Lessebo kommune, Kronobergs län, Småland, Sverige. Byen ligger midt i Glasriget.
I byen er der en papirfabrik (Vida AB) og en papirmølle fra 1693 (Lessebo Handpappersbruk). Papirmøllen er den eneste kommercielle virksomhed af sin art i Sverige. Den leverede det eksklusive papir, som August Strindberg skrev sine romaner på.